# سعد البازعي
سعد بن عبد الرحمن البازعي (1953م)، ناقد ومفكر ومترجم سعودي، حاصل على البكالوريوس في اللغة الإنجليزية وآدابها من جامعة الملك سعود بالرياض 1974، وحاصل على الماجستير في الأدب الإنجليزي من جامعة بيردو بولاية إنديانا عام 1978، والدكتوراة في الأدب الإنجليزي والأمريكي من جامعة بيردو Purdue عام 1983، وكانت أطروحته حول الاستشراق في الآداب الأوروبية. 

## العمل
- يعمل أستاذاً للأدب الإنجليزي المقارن بجامعة الملك سعود بالرياض منذ 1984.
- سبق له الانضمام لعضوية مجلس الشورى السعودي عام 2009.
- شغل عدداً من المناصب مثل رئاسة تحرير صحيفة «رياض ديلي» الصادرة باللغة الإنجليزية، ورئاسة تحرير الطبعة الثانية من الموسوعة العربية العالمية، عضوية المجلس العلمي لجامعة الملك سعود، رئاسة النادي الأدبي بالرياض، وعضوية مجلس الصندوق الدولي لدعم الثقافة باليونسكو.
- ألقى على مدى الثلاثة عقود الماضية العديد من المحاضرات وشارك في مؤتمرات عديدة في مناطق مختلفة من العالم، منها اليابان، ألمانيا، الولايات المتحدة الأمريكية، بريطانيا، السويد وفرنسا، إضافة إلى العديد من الدول العربية، ويعد من النقاد والباحثين المعروفين على الصعيد الثقافي السعودي والعربي.
- رأس لجنة تحكيم الجائزة العالمية للرواية العربية (البوكر) لعام 2014.[1]
- له مقالات في عدد من الصحف والمجلات المحلية والعربية، وعدد من الأبحاث باللغة الإنجليزية التي نشرت في مجلات عالمية مثل «الأدب العالمي المعاصر» التي تصدرها جامعة أوكلاهوما الأمريكية (WORLD LITERATURE TODAY)، وكذلك في مطبوعات صدرت في ألمانيا والسويد وبولندا.
- دعي ليحاضر في دول عديدة مثل اليابان وألمانيا وفرنسا وبريطانيا وروسيا الاتحادية والجزائر والكويت والإمارات العربية المتحدة والبحرين وعمان ولبنان، ونشرت مراجعة لكتابه «المكون اليهودي في الحضارة الغربية» THE JEWISH COMPONENT IN WESTERN CIVILIZATION في مجلة «السياسة الخارجية» الأمريكية في ديسمبر 2008.
- حرر وشارك في ترجمة قصائد من الشعر السعودي إلى الإنجليزية، وصدر له عدد من الكتب المترجمة عن اللغة الإنجليزية.[2][3][4]
- عمل مستشاراً غير متفرغ في وزارة التعليم العالي في السعودية.
- رأس تحرير جريدة (الرياض ديلي).
- رأس تحرير مجلة (حقول).
- شارك في تأسيس وادارة تحرير عدد من الدوريات الأدبية السعودية، مثل: قوافل، النص الجديد، التوباد.[5]
- في 7 مارس 2024م عُين عضواً في مجلس إدارة هيئة الأدب والنشر والترجمة.[6]
- في يوليو 2024،عُين رئيساً لجائزة القلم الذهبي للأدب الأكثر تأثيرا.[7][8][9]

## الكتب

### المؤلفات
- ثقافة الصحراء: دراسات في أدب الجزيرة العربية المعاصر 1991.
- إحالات القصيدة: قراءات في الشعر المعاصر 1999.
- مقاربة الآخر: مقارنات أدبية. 1999.
- دليل الناقد الأدبي إضاءة لأكثر من سبعين تياراً ومصطلحا نقديا معاصرا (مع الدكتور ميجان الرويلي) 2002.
- أبواب القصيدة: قراءات باتجاه الشعر 2004.
- استقبال الآخر: الغرب في النقد العربي الحديث 2004.
- شرفات للرؤية: العولمة والهوية والتفاعل الثقافي 2005.
- المكون اليهودي في الحضارة الغربية 2007.
- الاختلاف الثقافي وثقافة الاختلاف 2008.
- جدل التجديد: الشعر السعودي في نصف قرن 2009.
- سرد المدن الرواية والسينما 2009.
- قلق المعرفة: إشكاليات فكرية وثقافية 2010.
- لغات الشعر: قصائد وقراءات 2011.
- مواجهات ثقافية: مقالات في الثقافة والأدب (باللغتين العربية والإنجليزية) 2014.
- مشاغل النص واشتغال القراءة: قراءات في الرواية والشعر 2014.
- هموم العقل: مسائل، حوارات، إشكاليات، 2016.
- جدل الألفة والغرابة: قراءات في المشهد الشعري المعاصر، 2016.
- مواجهات السلطة: قلق الهيمنة عبر الثقافات، 2018.
- القصيدة الشعبية ـ سمات التحضر وتحديات التجديد. 2018.[10]
- مصائر الرواية. 2020.
- الفرح المختلس: رهان الشعر. 2020.[11]
- حوارات ومكاشفات 2020-1990. 2021.
- هجرة المفاهيم: قراءات في تحولات الثقافة. 2021.[12]
- سؤال المعنى في الأماكن والفنون. 2021.[13]
- الثقافة في زمن الجائحة: مقالات مترجمة من أنحاء العالم. 2022.[14]
- معالم الحداثة: الحداثة الغربية في ستين نصًّا تأسيسيًّا من القرن السابع عشر حتى العشرين. 2022.[15]

### الترجمات
- المسلمون في التاريخ الأمريكي: إرث منسي لجيرالد ديريكس. 2011 (ترجمة).
- New Voices of Arabia - the Poetry (London: Palgrave). (ترجمة وتحرير).
- جدل العولمة: نظرية المعرفة وسياساتها لنغويي وا ثيونغو 2014.[4][16] (ترجمة).
- الأخلاق في عصر الحداثة السائلة، 2016 لزيغمونت باومان (ترجمة بالاشتراك مع بثينة الإبراهيم).
- بومغارتنر (رواية) بول أوستر. 2023.[17]

## البرامج
قدّم برنامج (كتاب ومنعطف) على شاشة القناة الثقافية عام 2023.

## الجوائز والتكريم
- حصل على جائزة كتاب العام من وزارة الثقافة والاعلام لعام 2012.[19]
- حصل الدكتور سعد البازعي على جائزة السلطان قابوس للثقافة والفنون والآداب في دورتها السادسة في مجال النقد الأدبي عن فرع الآداب عام 2017.[20]
- حصل على جائزة البحرين للكتاب في معرض البحرين الدولي للكتاب للعام 2018، عن كتابه (هموم العقل: مسائل – حوارات – إشكاليات).[21]
- اختير الشخصية الثقافية لمعرض الكويت الدولي للكتاب في نسخته الـ46 عام 2023م.[22]
- كُرم من «جائزة الدوحة للكتاب العربي» عام 2024م.[23]

## قناة على اليوتيوب تضم محاضرات ولقاءات تلفزيونية
قناة د.سعد البازعي